# Columbia (Hartford)
Columbia is een Amerikaans historisch merk van motorfietsen.
De bedrijfsnaam was: Columbia Motor Co., Hartford (Connecticut)
De Columbia-motorfietsen werden van 1900 tot 1905 in de Pope-autofabrieken gebouwd en waarschijnlijk waren de motorfietsen ook door Colonel Pope ontwikkeld. Er werden dan ook eencilinders en V-twins van Pope gebruikt en in 1911, toen Columbia allang niet meer bestond, ging men onder de naam Pope motorfietsen maken.